# Rio das Antas (Capivari)
Der Rio das Antas ist ein etwa 9 km langer linker Nebenfluss des Rio Capivari im Inneren des brasilianischen Bundesstaats Paraná.

## Etymologie

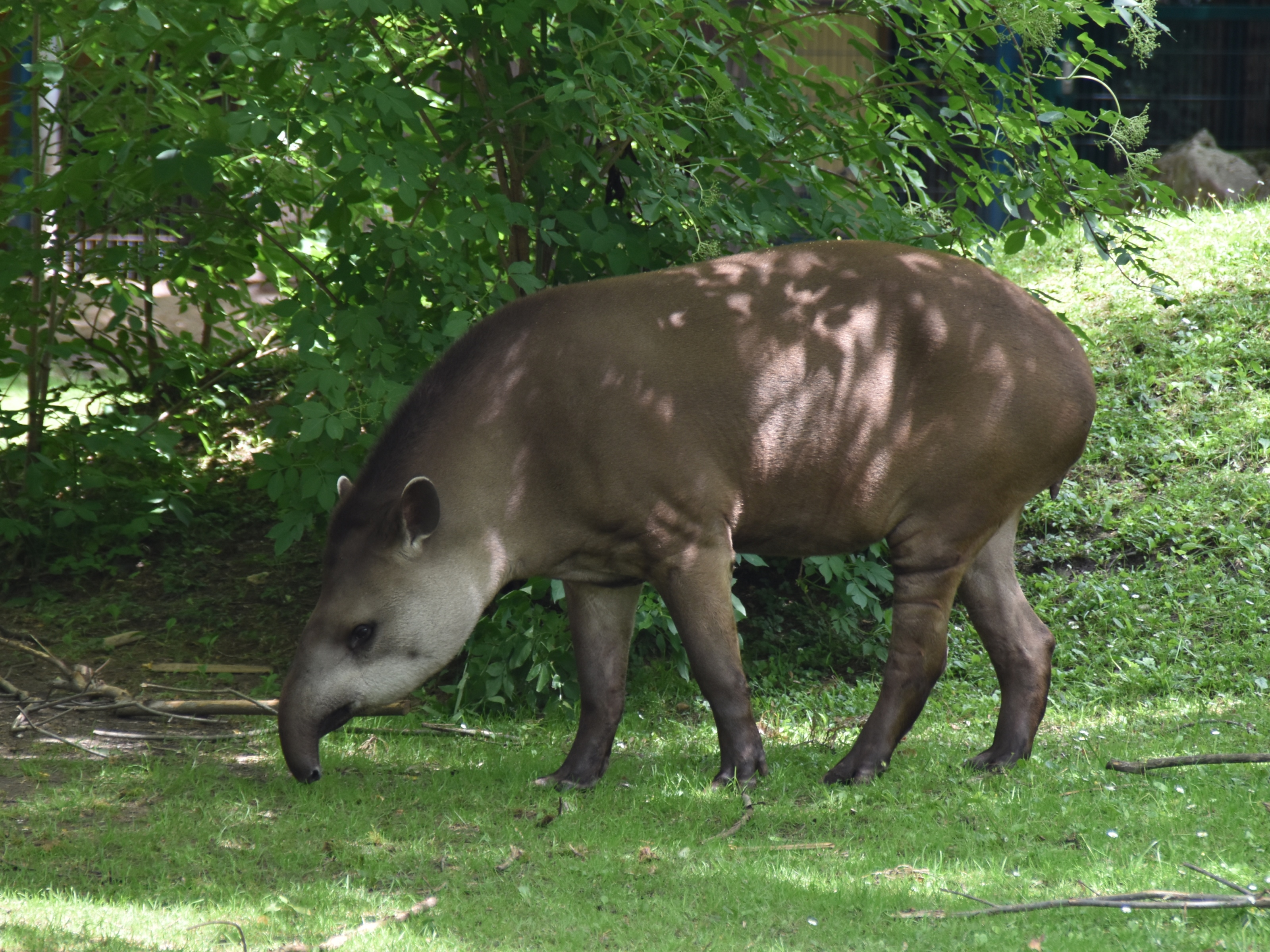
Anta, deutsch: Tapir

Der Name Rio das Antas bedeutet Tapirfluss und bezieht sich auf die Tapire (portugiesisch: Antas), die an den Flussufern anzutreffen waren.

## Geografie

### Lage
Das Einzugsgebiet des Rio das Antas befindet sich auf dem Segundo Planalto Paranaense (Zweite oder Ponta-Grossa-Hochebene von Paraná).

### Verlauf
Sein Quellgebiet liegt im Munizip Tibagi auf 963 m Meereshöhe etwa 5 km östlich der Ortschaft Caetano Mendes in der Nähe der PR-376 (Rodovia do Café).
Der Fluss verläuft in einem nach Osten offenen Bogen in Richtung Süden in etwa parallel zur Rodovia do Café. Er fließt im Munizip Tibaji von links in den Rio Capivari, der weiter östlich in den Rio Tibaji mündet. Er mündet auf 777 m Höhe. Er ist etwa 9 km lang.